# 水島村
水島村（みずしまむら）は、かつて富山県西礪波郡にあった村。

## 概要
現在の小矢部市東南部の水島地区で、全域に散居村の風景が広がっている。地区内には小矢部東インターチェンジや小矢部砺波ジャンクションもあり、交通の要衝となっている。
村名の由来は、同村の中心地である水島からとられた。

## 沿革
- 1889年（明治22年）4月1日 - 町村制の施行により、礪波郡水島村、上後丞（かみごぜ）村、下後丞（しもごぜ、現在の下後亟）村、内御堂（うちおんどう）村、西川原村、西川原新村、胡麻島（ごまじま）村及び経田（きょうでん）村の区域の一部の区域をもって、礪波郡水島村が発足する。
- 1896年（明治29年）3月29日 - 郡制の施行のため、礪波郡が分割して、西礪波郡が発足により、西礪波郡に所属となる。
- 1936年（昭和11年） - 現在の砺波市油田に所在していた野松医院が当村に移築され、村役場に充てられる[4]。
- 1954年（昭和29年）7月20日 - 西礪波郡津沢町、藪波村及び水島村が合併して、西礪波郡砺中町が発足する。旧村役場は水島村公民館を経て、1982年に自動車博物館に移築され『明治記念館』となった[4]。